# Samuel Gouet
 (août 2025).
Samuel Gouet, né le 14 décembre 1997 à Ayos au Cameroun, est un footballeur international camerounais qui joue au poste de milieu central à Yverdon-Sport FC.

## Biographie

### En club

#### SC Rheindorf Altach
Originaire du Cameroun, Samuel Gouet rejoint l'Autriche et le club du SCR Altach le 31 août 2017. Il joue son premier match en professionnel le 17 février 2018 lors d'une rencontre de championnat face au LASK Linz. Il est titulaire et joue l'intégralité de la rencontre, qui se solde par la défaite des siens (2-0). Le 3 mars suivant, pour sa troisième apparition il inscrit son premier but, donnant la victoire à son équipe face au SKN Sankt Pölten, en championnat (1-2).

#### KV Malines
Le 23 juin 2021, Samuel Gouet s'engage en faveur du KV Malines pour un contrat courant jusqu'en 2024.

#### Yverdon-Sport
Le 26 juillet 2023, Samuel Gouet signe un contrat de deux ans avec le club suisse d'Yverdon-Sport.
Il joue son premier match pour le Yverdon-Sport le 30 juillet 2023, lors d'une rencontre de championnat face au BSC Young Boys. Il entre en jeu et les deux équipes se neutralisent (2-2 score final).

### En sélection
Samuel Gouet est sélectionné avec l'équipe du Cameroun des moins de 20 ans pour participer à la coupe d'Afrique des nations des moins de 20 ans en 2017. Officiant comme capitaine durant la compétition, il joue les trois matchs de son équipe et se distingue en inscrivant un but face au Soudan (victoire 1-4 du Cameroun), mais les jeunes camerounais ne parviennent pas à sortir de la phase de groupe.
Il honore sa première sélection avec l'équipe nationale du Cameroun le 6 janvier 2016, lors d'un match amical face au Rwanda. Il est titularisé et les deux équipes se neutralisent ce jour-là (1-1).
Le 10 novembre 2022, il est sélectionné par Rigobert Song pour participer à la Coupe du monde 2022.

## Palmarès
- Médaille de bronze CAN 2021